# Błozewka
Błozewka (ukr. Болозівка Bołoziwka, hist. pol. Błożewka, a także pol. Błażewka) – rzeka na Ukrainie, płynąca przez rejon starosamborski i samborski obwodu lwowskiego. Lewy dopływ Strwiąża w dorzeczu Dniestru.

## Opis
Długość 44 km, powierzchnia dorzecza 271 km². Terasa zalewowa o szerokości 1,5—2,5 km. Koryto rzeczne częściowo skanalizowane o szerokości 3–8 m i głębokości od 0,3 do 1,2 m. Spadek rzeki 1,6 m/km. Zasilanie głównie opadami śniegu i deszczu. Zamarza w grudniu, odmarza w połowie marca. Koryto na niektórych odcinkach poszerzone, w dolnym biegu obwałowane (15 km). Wykorzystywana do zaopatrywania w wodę i napełniania stawów.

## Położenie
Bierze początek na południowy zachód od wsi Wołcza Dolna. Płynie na wschód i wpada do Strwiąża na południowy zachód od wsi Koniuszki Siemianowskie.
Główne dopływy: Bołotna (lewy); Chliwyćko (prawy).
- Niegdyś w dolinie Błozewki, a w szczególności w pobliżu wsi Towarnia, wydobywano torf.